# Lumbrineris zatsepini
Lumbrineris zatsepini är en ringmaskart som beskrevs av Averincev 1989. Lumbrineris zatsepini ingår i släktet Lumbrineris och familjen Lumbrineridae. Inga underarter finns listade i Catalogue of Life.